# Cryptolestes punctatus
Cryptolestes punctatus is een keversoort uit de familie dwergschorskevers (Laemophloeidae). De wetenschappelijke naam van de soort werd in 1854 gepubliceerd door John Lawrence LeConte.